# 日本人とヨーロッパ
『日本人とヨーロッパ――経済的文化的衝突』（The Japanese and Europe: Economic and Cultural Encounters ）は、マリー・コンティ＝ヘルム（Marie Conte-Helm）が1996年に著した書籍である。Athlone Press より出版された。
本書はヨーロッパにおける日本の投資と居住（一時滞在含む）について論じる。議論のスコープは1980年代を始点に置く。
著者コンティ＝ヘルムは（出版当時）ノーザンブリア大学の日本学講座の講師（a reader of Japanese studies at the University of Northumbria）であった。
対象として想定された読者は、日本人と欧米人の両方である。本書の執筆に際しては、何人かのヨーロッパにおける被雇用者のインタビューが参考に用いられている。図版や写真には28ページが費やされ、広告やチャートグラフ、地図、新聞記事などが紹介されている。日本学（Japanese studies / Japanology）の研究者イアン・ニッシュは、『エイジアン・アフェアーズ』に寄稿した書評の中で、これら図版や写真が「うまく選んである」と賞賛した。

## 内容
最初の2章でヨーロッパと日本の出会いの歴史に筆が費やされる。
第1章はポルトガル人が日本人に遭遇した1540年代を始点に歴史を概観し、第2章は日本とヨーロッパ人コミュニティとの関係について語る。続く2章は、ベルギー、フランス、ドイツ、オランダ、スペイン、イギリスのヨーロッパ諸国に形成された、日本人の駐在員からなるコミュニティについて論じる。
国ごとに一節を割り当てて、その国の駐在員社会を論じる形式で議論が進められ、「ヨーロッパの日本化：生魚、レスリング、『ジャストインタイム』方式」（"Japanization of Europe: Raw Fish, Wrestling, and 'Just-in-Time',"）と題された最終章は、日本人駐在員たちがヨーロッパ社会に与えた影響について論じる。
ロンドン大学ロイヤル・ホロウェイ校の Mairi MacLean によれば、本書が日本人の生活に必要な物資をヨーロッパで調達する手段を詳細に記述していることから、本書の一部があたかも日本人向けの「サバイバル・ガイドか何か」のようであるという。

## 評価
ニッシュは本書を「読んでいて楽しくなる」（"a pleasure to read"）と述べた。
Raymond Lamont-Brown は、Contemporary Review に寄せた書評の中で、「本書全体を通して、ヨーロッパ人の日本観がどのように形成されたか、どのように形作られていくのかという問題に対して、しっかりとした根拠が与えられている」（"Overall the book gives a good grounding in how adjustments of European perspectives about Japan have been and continue to be made."）と書いた。
元駐日英国大使ヒュー・コータッツィは、自著の中で本書に触れて、「よくリサーチされており、図表も豊富、興味深い情報が満載である」（The Japanese and Europe "is well researched, copiously illustrated and full of interesting information".）と書いた。
先述の MacLean は本書が図表に重きを置きすぎであると指摘する。「そのことにイライラすることもある」と書き、皮相的なところがある点が本書の主な瑕疵であるとした（too much emphasis on the illustrations, which is "[a]t times[...]irritating" and contributes to the "principal flaw" of having "a certain superficiality".）。